# Aveninae
Le avenine (Aveninae Presl, 1830) sono una sottotribù di piante angiosperme monocotiledoni appartenente alla famiglia delle Poacee (sottofamiglia Pooideae, tribù Poeae).

## Etimologia
Il nome della sottotribù deriva dal suo genere tipo Avena L., 1753 un nome latino per avena (nome volgare della pianta coltivata sin dall'antichità). Il nome scientifico della sottotribù è stato definito dal botanico ceco Jan Svatopluk Presl (Praga, 4 settembre 1791 – Praga, 6 aprile 1849) nella pubblicazione Reliquiae Haenkeanae (Reliq. Haenk. 1(4-5): 246) del 1830.

## Descrizione

### Portamento
Il portamento delle specie di questo gruppo è cespuglioso o rizomatoso (o stolonifero in Trisetaria) con forme biologiche tipo emicriptofita cespitosa (H caesp) e cicli biologici annuali o perenni. I culmi, eretti e abbastanza robusti, sono cavi a sezione più o meno rotonda. In queste piante non sono presenti i micropeli.

### Foglie
Le foglie lungo il culmo sono disposte in modo alterno, sono distiche e si originano dai vari nodi. Sono composte da una guaina, una ligula e una lamina. Le venature sono parallelinervie. Non sono presenti i pseudopiccioli e, nell'epidermide delle foglia, le papille.
- Guaina: la guaina è abbracciante il fusto e in genere è priva di auricole.
- Ligula: la ligula è membranosa e a volte è cigliata.
- Lamina: la lamina ha delle forme generalmente lineari e piatte. In Helictotrichon a volte le foglie si presentano arrotolate.

### Infiorescenza

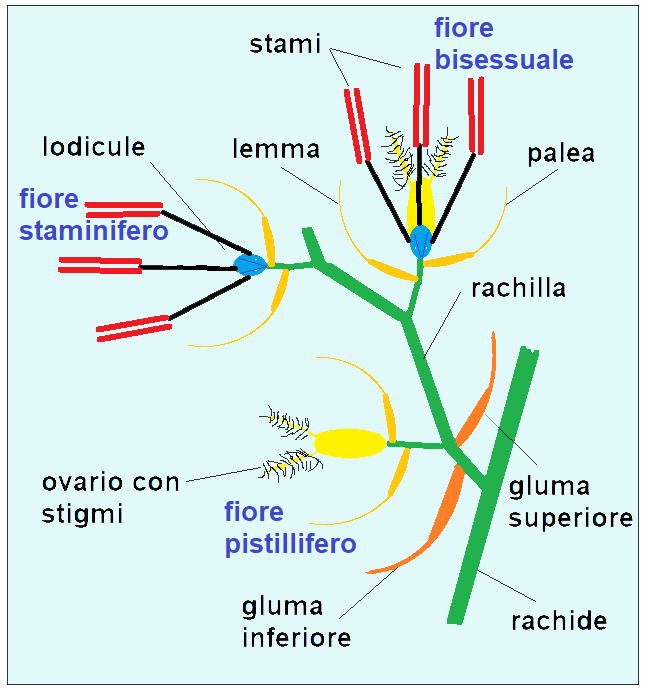
Spighetta generica con tre fiori diversi

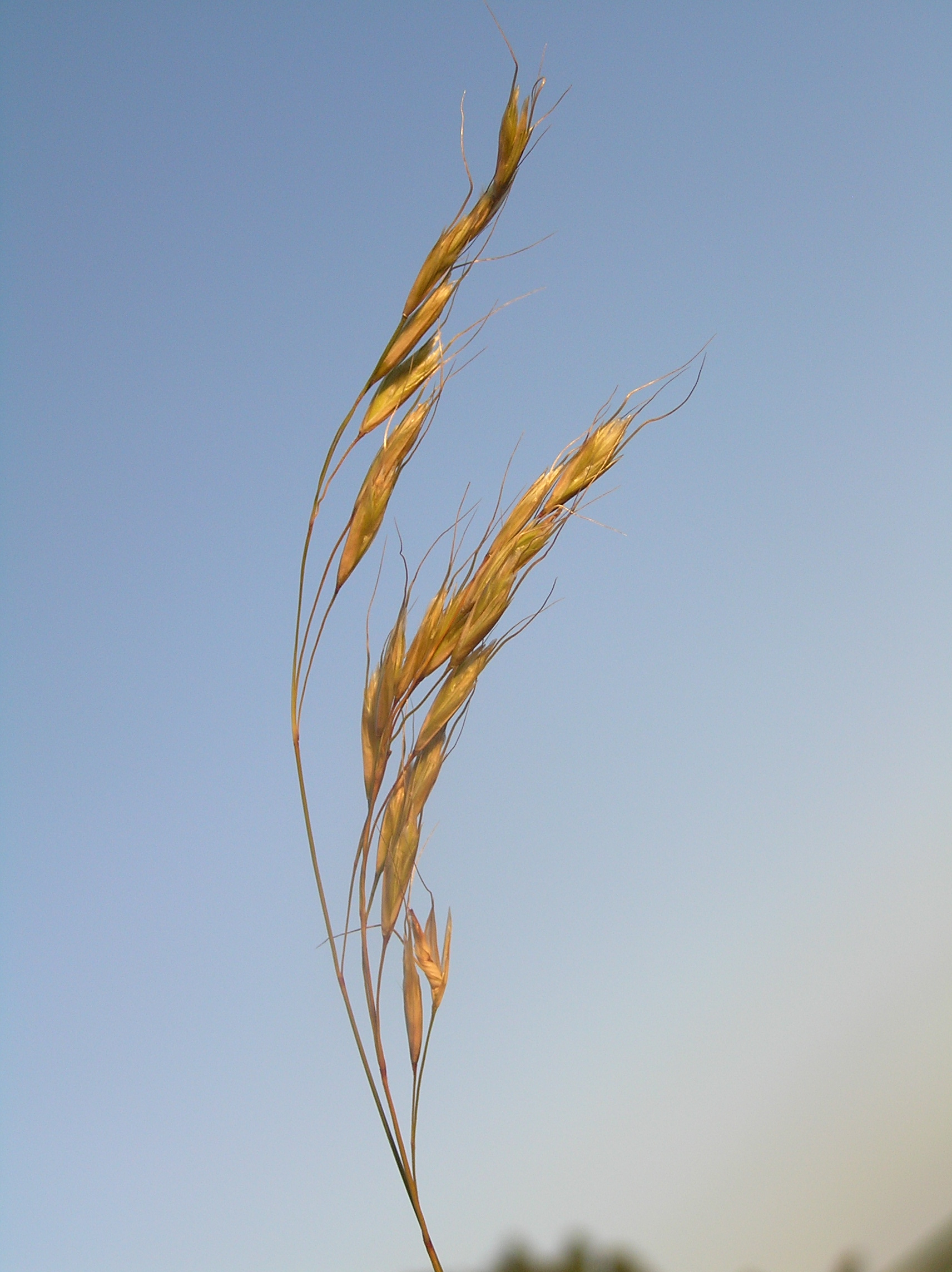
Infiorescenza
Helictotrichon desertorum

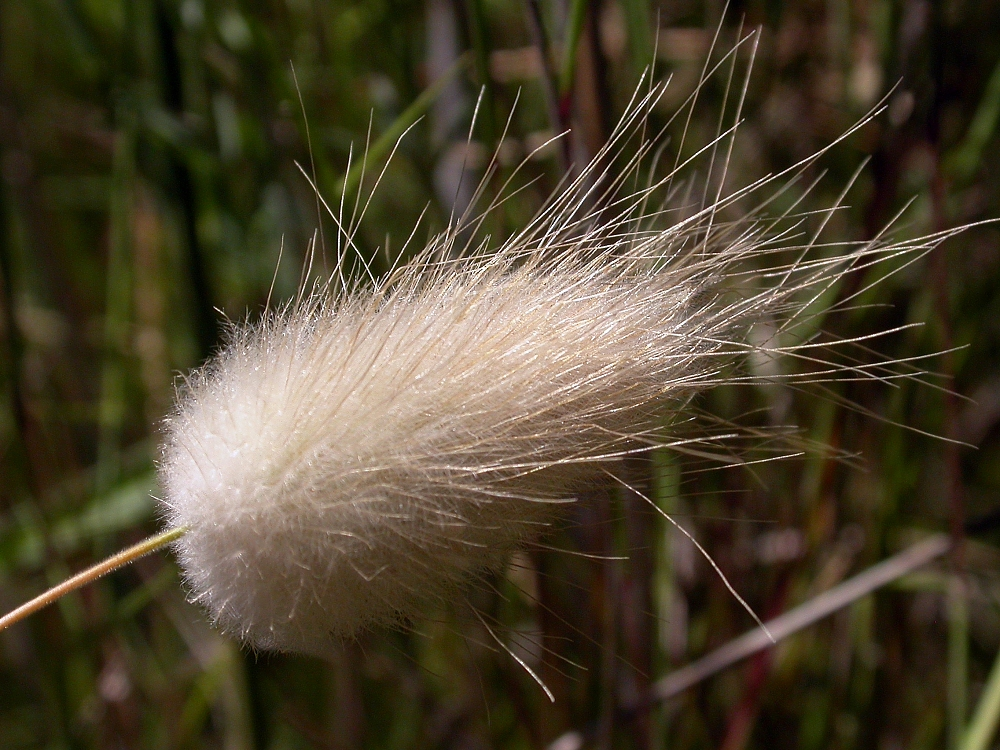
La spighetta
Lagurus ovatus

- Infiorescenza principale (sinfiorescenza o semplicemente spiga): le infiorescenze, ascellari e terminali, in genere sono ramificate (o non ramificate) e sono formate da alcune spighette ed hanno la forma di una grande pannocchia aperta. In Lagurus l'infiorescenza ha delle forme ovoidali. La fillotassi dell'inflorescenza inizialmente è a due livelli, anche se le successive ramificazioni la fanno apparire a spirale.
- Infiorescenza secondaria (o spighetta): le spighette, compresse lateralmente, grandi, pendenti e oblunghe, sottese da due brattee distiche e strettamente sovrapposte chiamate glume (inferiore e superiore), sono formate da 1 o più fiori (fino a 8 - 10) con estensione della rachilla (quest'ultima può essere densamente pelosa). In Arrhenatherum il fiore prossimale è staminato; quello distale è pistillifero o bisessuale. Possono essere presenti dei fiori sterili; in questo caso sono in posizione distale rispetto a quelli fertili. Alla base di ogni fiore sono presenti due brattee: la palea e il lemma. La disarticolazione avviene con la rottura della rachilla sotto ogni fiore (o solo il più basale). Le specie coltivate in genere non sono disarticolanti. In Sphenopholis la disarticolazione avviene sotto i glumi (carattere distintivo per le specie di questo genere americano).
- Glume: le glume, con forme da lanceolate a ellittiche, generalmente racchiudono i fiori, ma a volte sono più corte; gli apici sono ottusi; la consistenza può essere erbacea o membranosa; la superficie possiede 7 - 11 venature longitudinali; le glume possono essere ricoperte da peli lanosi.
- Palea: la palea è un profillo con due venature; può essere cigliata; in genere è più corta del lemma.
- Lemma: il lemma, con forme lanceolate-oblunghe, è glabro o con pubescenza nella pagina abassiale; l'apice è mucronato con due denti o sottili setole (il mucrone può essere anche genicolato); la consistenza può essere coriacea; la superficie possiede 5 - 9 venature longitudinali.

### Fiori
I fiori fertili sono attinomorfi formati da 3 verticilli: perianzio ridotto, androceo  e gineceo.
- Formula fiorale:[5]

*, P 2, A (1-)3(-6), G (2–3) supero, cariosside.
- Il perianzio è ridotto e formato da due lodicule, delle squame traslucide, poco visibili (forse relitto di un verticillo di 3 sepali). Le lodicule sono membranose e non vascolarizzate.

- L'androceo è composto da 3 stami ognuno con un breve filamento libero, una antera sagittata e due teche. Le antere sono basifisse con deiscenza laterale. Il polline è monoporato.

- Il gineceo è composto da 3-(2) carpelli connati formanti un ovario supero. L'ovario, pubescente (ma anche glabro), ha un solo loculo con un solo ovulo subapicale (o quasi basale). L'ovulo è anfitropo e semianatropo e tenuinucellato o crassinucellato. Lo stilo, breve, è unico con due stigmi papillosi e distinti.

### Frutti
I frutti sono del tipo cariosside, ossia sono dei piccoli chicchi indeiscenti, con forme ovoidali, nei quali il pericarpo è formato da una sottile parete che circonda il singolo seme. In particolare il pericarpo è fuso al seme ed è aderente. L'endocarpo non è indurito e l'ilo è breve o lineare. L'embrione è piccolo e provvisto di epiblasto ha un solo cotiledone altamente modificato (scutello senza fessura) in posizione laterale. I margini embrionali della foglia non si sovrappongono. A volte l'endosperma è liquido.

## Biologia
Come gran parte delle Poaceae, le specie di questo genere si riproducono per impollinazione anemogama. Gli stigmi più o meno piumosi sono una caratteristica importante per catturare meglio il polline aereo. La dispersione dei semi avviene inizialmente a opera del vento (dispersione anemocora) e una volta giunti a terra grazie all'azione di insetti come le formiche (mirmecoria).

## Distribuzione e habitat
Regioni temperate in tutto il mondo.

## Tassonomia
La famiglia delle Poacee comprende circa 800 generi e oltre 9.000 specie. È una delle famiglie più numerose e più importanti del gruppo delle monocotiledoni. La famiglia è suddivisa in 12 sottofamiglie, la sottotribù Aveninae fa parte della sottofamiglia Pooideae, tribù Poeae

### Generi
La tribù comprende i seguenti generi:
- Acrospelion Besser
- Arrhenatherum P.Beauv.
- Avellinia Parl.
- Avena L.
- Cinnagrostis Griseb.
- Gaudinia P.Beauv.
- Graphephorum Desv.
- Helictotrichon Besser
- Koeleria Pers.
- Lagurus L.
- Parafestuca E.B.Alexeev
- Peyritschia E.Fourn.
- Rostraria Trin.
- Sibirotrisetum Barberá, Soreng, Romasch., Quintanar & P.M.Peterson
- Sphenopholis Scribn.
- Tricholemma (Röser) Röser
- Trisetaria Forssk.
- Trisetopsis Röser & A.Wölk
- Trisetum Pers.
- Tzveleviochloa Röser & A.Wölk

### Filogenesi
La sottotribù Aveninae fa parte della tribù Poeae Dumort., 1824 e quindi della supertribù Poodae L. Liu, 1980. La tribù Poeae è l'ultimo nodo della sottofamiglia Pooideae ad essersi evoluto (gli altri precedenti sono la tribù Brachyelytreae, e le supertribù Nardodae, Melicodae, Stipodae e Triticodae). All'interno della tribù, la sottotribù Aveninae appartiene al gruppo con le sequenze dei plastidi di tipo "Poeae" (definito "Poeae chloroplast groups 1" o anche "Plastid Group 1 (Poeae-type)"). La posizione filogenetica della sottotribù è ancora in fase di definizione: potrebbe formare un "gruppo fratello" con la sottotribù Anthoxanthinae, oppure essere, dal punto di vista evolutivo, in posizione più "basale" tra le sottotribù Torreyochloinae/Phalaridinae e la sottotribù Anthoxanthinae, oppure formare un "gruppo fratello" con la sottotribù Sesleriinae (quest'ultimo caso è da approfondire in quanto le Sesleriinae appartengono al gruppo con le sequenze dei plastidi di tipo "Poeae").
All'interno delle Aveninae si individuano due subcladi. Un primo clade è formato dai generi Arrhenatherum, Avena e Helictotrichon (compresi il sinonimo Tricholemma); un secondo clade è formato dai generi Trisetaria, Graphephorum, Lagurus, Sphenopholis, Trisetopsis e Tzveleviochloa (compresi i sinonimi Koeleria, Avellinia, Gaudinia, Leptophyllochloa, Peyritschia e Rostraria).
Le seguenti sono sinapomorfie relative a tutta la sottofamiglia (Pooideae):
- la fillotassi dell'inflorescenza inizialmente è a due livelli;
- le spighette sono compresse lateralmente;
- i margini embrionali della foglia non si sovrappongono;
- l'embrione è privo della fessura scutellare.

Le sinapomorfie relative alla tribù sono:
- l'ilo è puntiforme;
- nell'endosperma sono presenti dei lipidi.

Non sono presenti invece sinapomorfie specifiche per la sottotribù di questa voce; mentre sono state individuate alcune sinapomorfie per i seguenti generi;
- Arrhenatherum: l'ilo si presenta lungamente lineare;
- Avena: l'ilo è lineare;
- Graphephorum: la rachilla è densamente pelosa;
- Helictotrichon: l'ilo si presenta lungamente lineare;
- Lagurus: le glume sono ricoperte da peli lanosi;
- Sphenopholis: la disarticolazione è sotto le glume; la glume superiore è più ampia di quella inferiore, con forme da lanceolate a cuneiformi; l'endosperma dei frutti è liquido.

Uno dei generi più importanti del gruppo, Avena, forma una serie complessa di poliploidi la cui filogenesi non è ancora ben compresa. La posizione del genere Arrhenatherum è controversa in quanto alcuni botanici sostengono che è un segregato del genere Helictotrichon; altri lo risolvono come monofiletico.  Anche le posizioni filogenetiche dei generi Sphenopholis e Graphephorum non sono ancora ben definite. Helictotrichon con 102 specie risulta parafiletico con il subg. Pratavenastrum Holub più "vicino" al genere Deschampsia che agli altri due sottogeneri (Helictotrichon e Tricholemma M. Roser); pertanto Helictotrichon dovrebbe essere limitato a questi due ultimi sottogeneri. I gruppi Trisetum e Koeleria (sinonimi di Trisetaria) non sono monofiletici, ma insieme alle specie di altri generi sinonimi (Rostraria, Gaudinia, Avellinia, Peyritschia, Parafestuca) e Trisetaria, formano un clade ben supportato. Trisetaria pur essendo un genere minore è un nome che ha la priorità su Trisetum. Alcuni generi in questa sottotribù (Graphephorum, Tzveleviochloa, Trisetopsis e alcune sezioni di Trisetaria) presentano una "evoluzione reticolata" per fenomeni di ibridazione o introgressione, o per il trasferimento orizzontale di geni, ma anche per l’endosimbiosi.
I numeri cromosomici delle specie di questa sottotribù sono 2n = 14, 28 e 42.

### Specie della flora italiana
Nella flora spontanea della penisola italiana sono presenti i seguenti generi di questo gruppo (il numero delle specie può essere approssimativo):
- Acrospelion con una specie (sinonimo di Trisetum distichophyllum (Vill.) P.Beauv.)
- Avellinia con una specie (sinonimo di Avellinia michelii (Savi) Parl.)
- Arrhenatherum con 3 specie (5 in Europa).
- Avena con 8 specie (24 in Europa).
- Helictotrichon con 5 specie (12 in Europa).
- Koeleria: con 7 specie (circa 40 in Europa).
- Lagurus con 1 specie (1 in Europa).
- Rostraria: con 3 - 4 specie (11 in Europa).
- Trisetaria con 4 specie (14 in Europa).
- Trisetum con 8 specie (25 in Europa).